# Hà Hiệu
Hà Hiệu là một xã thuộc huyện Ba Bể, tỉnh Bắc Kạn, Việt Nam.

## Địa lý
Xã Hà Hiệu có vị trí địa lý:
- Phía bắc giáp xã Phúc Lộc
- Phía đông giáp huyện Ngân Sơn
- Phía nam giáp xã Chu Hương
- Phía tây giáp xã Yến Dương và xã Phúc Lộc.

Xã Hà Hiệu có diện tích 39,98 km², dân số năm 2019 là 2.739 người, mật độ dân số đạt 69 người/km².
Xã có quốc lộ 279 chạy qua và là điểm đầu của tuyến tỉnh lộ 212 nối sang huyện Nguyên Bình của tỉnh Cao Bằng.
Xã có sông Hà Hiệu cùng các phụ lưu hợp thành như suối Bản Hòa, Khuổi Duồng, Khuổi Liên, suối Tà Cáp,... chảy qua.

## Hành chính
Xã Hà Hiệu được chia thành 14 bản: Nà Hin, Nà Mèo, Vằng Kè, Cốc Lùng, Chợ Giải, Nà Ma, Cốc Lót, Khuổi Mản, Thôm Lạnh, Nà Vài, Mới, Đông Đăm, Lủng Cháng, Nà Dài.